# مصالح مرسلة
المصالح المرسلة في علم أصول الفقه بمعنى: اعتماد الاستدلال على المصالح المقصودة في الشرع.

## المصالح المرسلة
المصالح في اللغة: جمع مصلحة، وهي المنفعة، والمصلحة كالمنفعة وزنا ومعنى، فالمراد بها لغة: جلب المنفعة، ودفع المضرة. والمرسلة: أي المطلقة.
- اصطلاحا: عبارة عن المصلحة التي قصدها الشارع الحكيم لعباده من حفظ دينهم، وأنفسهم، وعقولهم، ونسلهم، وأموالهم طبق ترتيب معين فيما بينها.[2](2).

فهذا التعريف صرح بأن المصلحة: هي جلب المنفعة المقصودة من الشارع الحكيم، وإن لم يصرح بأن دفع الضرر يُعدّ من المصلحة أيضا، إلا أن هذا تعريف ينوه به ويلزم منه الاجتهاد فيما لا نص فيه.
وقد عرفها سيف الدين الآمدي فقال: هي مصلحة لم يشهد الشرع لها لا باعتبار ولا بإلغاء. ولذلك سميت مرسلة.
- تنقسم المصالح من حيث مقصود الشارع إلى ثلاثة أقسام:[5]

1- ضرورية: وهي التي ترجع إلى حفظ النفس، والعقل، والمال، والدين، والعرض، والنسب، وإذا
اختل منها أمر اختلت المعايش به وعمت الفوضى.
2- حاجية: وهي الأمور التي تقتضيها سهولة الحياة، أو ما أدى إلى حرج كبير من غير خوف على فوات ما سبق من المصالح الستة.
3- تحسينية: وهي الأمور التي تجعل الحياة في جمال، ومرجعها إلى تهذيب الأخلاق وتحسين الصورة
والمعاملات.

## أقسام المصلحة
وتنقسم المصالح من حيت اعتبار الشارع لها أو عدمه - أيضا - إلى ثلاث:
1- المصالح المعتبرة شرعا: كما سبق في المصالح الست الكلية.
2- المصالح الملغاة شرعا: كمصلحة آكل الربا لزيادة المال، أو مصلحة المريض أو من ضاقت معيشته في الانتحار ونحوها.
3- المصالح المرسلة: وهي مصلحة لم يشهد الشرع لها باعتبار ولا بإلغاء.

## أقسام المصالح المرسلة
أولا: تنقسم باعتبار الأصل الذي تعود عليه بالحفظ إلى خمسة أقسام: 
ـ 1 ـ مصلحة تعود إلى حفظ الدين.
ـ 2 ـ مصلحة تعود إلى حفظ النفس.
ـ 3 ـ مصلحة تعود إلى حفظ العقل.
ـ 4 ـ مصلحة تعود إلى حفظ العرض.
ـ 5 ـ مصلحة تعود إلى حفظ المال.
وهي ما تسمى بالضروريات الخمسة أو بمقاصد الشريعة.
ثانيا: باعتبار قوتها:
ـ القسم الأول: المصلحة الضرورة: وهي ما كانت المصلحة فيها في محل الضرورة بحيث يترتب على تفويت هذه المصلحة تفويت شيء من الضروريات أو كلها.
ـ القسم الثاني: المصلحة الحاجية: وهي ما كانت الصلحة فيها في محل الحاجة لا الضرورة، فيحصل بتحقيق هذه المصلحة التسهيل وتحصيل المنافع ولا يترتب على فواتها شيء من الضروريات.
ـ القسم الثالث: المصلحة التحسينية: وتسمى التتميمات وهي ما ليس ضروريا ولا حاجيا ولكنها من باب الجري على مكارم الأخلاق واتباع أحسن المناهج.

## أمثلة للمصالح المرسلة
ومما ذكره الأصوليون كمثال للمصالح المرسلة: جمع القرآن في مصحف واحد، والقول بقتل الجماعة بالواحد، وتضمين الصناع، وضمان الرهن، واتخاذ السجون، وغيرها من المسائل التي لا يوجد فيها نص ولا إجماع.
وهي محلها لا تصلح مثالا للمصلحة المرسلة، لأن الله سبحانه وتعالى لم يترك مصلحة إلا وقد نص عليها جنسا كالكليات الست، أو على أنواعها أيضا، والمصالح في هذه المسائل المذكورة وغيرها مشروعة جنسا، وليس شيء منها مرسلا.
فجمع القرآن في مصحف واحد لمصلحة حفظ الدين وهي مشروعة، وقتل الجماعة بالواحد لمصلحة حفظ النفس وهي مشروعة، وتضمين الصناع لمصلحة حفظ الأموال وهي مشروعة، وكذا ضمان الرهن، والأمثلة الباقية كلها تندرج تحت المصالح المعتبرة شرعا ضرورة أو حاجة أو تحسينا كما سبق، ولايتصور خروج شيء منها أصلا.
وقد أعطى البعض مثالا للمصلحة المرسلة، التي لم يشهد الشرع لها بالاعتبار أو بالإلغاء، بجواز الضرب في التهمة، فقد جوز هذا جماعة من الفقهاء، ففي اعتبارهم هي مصلحة مرسلة من دليل الجزئى من الكتاب، والسنة، والإجماع، والقياس، وكذلك هي مصلحة مرسلة تنطوي تحت الأصل الكلى، فنصوص الشريعة على إجمالها لا تجّوز هتك حرمة المسلم أو إيذاءه، بأن تمتهن كرامته ويضرب لمجرد اتهامه.
فالمقصود بالمصالح المرسلة هي التي أرسلت عن الدليل الجزئى من الأصول الشرعية المتفق عليها،
ومن الدليل الكلى الذي يؤول بدوره إلى مفهوم النص والإجماع، وعموما فقد اشترط الأصوليون شروطا للمصلحة حتى تقبل ويعمل بها:

## بعض شروط الأصوليين للمصلحة
ومن هذه الشروط:
1- أن تكون المصلحة ملائمة لمقاصد الشارع بحيث لا تنافى أصلا من أصوله ولا تعارض نصا أو دليلا من أدلته القطعية.
2- أن تكون معقولة، في ذاتها، جرت على الأوصاف المناسبة المعقولة التي يتقبلها العاقل، بحيث يكون ترتب الحكم عليها مقطوعا لا مظنونا ولا متوهما.
3- أن تكون تلك المصلحة عامة للناس، وليس اعتبارها لمصلحة فردية أو طائفية معينة، لأن أحكام الشريعة تنطبق على الناس جميعا.
ويتضح مما سبق أن مسألة المصالح المرسلة هي من المسائل الشرعية المختلف فيها،
فقد قال بها جماعة من الأصوليين كالمالكية وغيرهم، ومنعها جماعة آخرون كالشافعية ومن اتبعهم.

## موقف الفقهاء من العمل بالمصلحة المرسلة
تباينت مواقف الفقهاء من الأخذ بالمصلحة المرسلة كدليل تنبى على مقتضاه الأحكام الشرعية على النحو التالي:
الأول: المنع مطلقاً وقد نسب الآمدي ذلك إلى فقهاء الشافعية والحنفية ومن الحنابلة ابن قدامة.
الثاني: الجواز مطلقاً: أي يجوز العمل بالمصلحة المرسلة وهو المشهور عن الأمام مالك وأحمد والجويني.
الثالث: الجواز بشروط: إذا كانت المصلحة المرسلة ضرورية قطعية كلية جاز العمل وإن لم تكن فلا يجوز العمل بها. وإلى هذا ذهب الغزالي.
وذهب آخرون إلى جواز العمل بها بشرط أن تكون المصلحة ملائمة لأصل كلي من أصول الشرع. أو لأصل جزئي جاز البناء عليها وإلا فلا. ونسب هذا القول إلى معظم أصحاب أبي حنيفة وبعضهم نسبه إلى الإمام الشافعي.